# 10CFR50.48
10CFR50.48 är en standard för brandsäkerhet för kärnkraftsanläggningar utgiven av Nuclear Regulatory Commission (NRC). Den gavs ut som ett direkt resultat av den allvarliga branden på Browns Ferry kärnkraftverk som ägde rum 22 mars 1975. 10CFR50.48 reglerar bland annat att ägaren skall ha en brandskyddsplan.
Krav på kärnkraftsanläggningar som tagits i drift före 1 januari 1979 redovisas i Appendix R .